# Devoe Joseph
David Devoe Joseph, (nacido el 21 de junio de 1990 en Toronto, Ontario) es un jugador de baloncesto canadiense. Actualmente juega de base en el Scarborough Shooting Stars de la Canadian Elite Basketball League. 

## Carrera

### Universidad
Se formó en la Universidad de Minnesota (2010-2011) y en la Universidad de Oregón (2011-2012) donde promedió 16,76 puntos, 3,3 asistencias y 3,8 rebotes por partido.

### Profesional
La temporada 2012/13 llega a Europa para jugar en Ucrania con el equipo Khimik-OPZ Yuzhny, donde promedió 12,1 puntos, 2,5 asistencias y 3.2 rebotes en 43 partidos y 24,3 minutos de juego en la liga y 11,4 puntos en 26 minutos de juego en la competición europea de la Eurochallenge.
En 2013, el jugador firma con el Club Joventut de Badalona donde vivirá su segunda experiencia como profesional en Europa.
[actualizar]
El 12 de agosto de 2021, firma por el Stelmet Zielona Gora de la Polska Liga Koszykówki.

### Selección nacional
Joseph disputó el Campeonato Mundial de Baloncesto Sub-19 de 2007 y el Campeonato FIBA Américas de 2013 con la selección de baloncesto de Canadá.

## Vida personal
Es hermano de Cory Joseph (1991) y primo hermano de Kris Joseph (1988), también jugadores de baloncesto.